# Wagneriala franzi
Wagneriala franzi är en insektsart som först beskrevs av Wagner 1955.  Wagneriala franzi ingår i släktet Wagneriala och familjen dvärgstritar. Inga underarter finns listade i Catalogue of Life.